# Wengerohr (Wittlich)
Wengerohr ist nach der Einwohnerzahl der größte Stadtteil von Wittlich in Rheinland-Pfalz und hat eine Fläche von 473 Hektar.

## Geographie
Der Stadtteil Wengerohr liegt südöstlich der Innenstadt von Wittlich in der Wittlicher Senke am Rande der Eifel und in der Nähe der Mosel. 
Zu Wengerohr gehören auch die Wohnplätze Missionshaus St. Paul, Wahlholz und Hof Braunenstein.

## Geschichte
Die erste urkundliche Erwähnung von Wengerohr als Rora, ein Hof mit Ackerland und Wiesen erfolgte im Jahr 1143. Der sich auf Schilfrohr beziehende Ortsname wandelte sich von Rora und Rore (1243) über Wenierore (1274), Kleyne Rore (1388), Wenigenroir (1444), Weingen Rohre (1480), Winingenrohr (1593), Weniger Rohr (1621) zum heutigen Wengerohr (seit 1785).
Bis Ende des 18. Jahrhunderts gehörte Wengerohr zum Amt Wittlich im Kurfürstentum Trier. Die Inbesitznahme des Linken Rheinufers durch französische Revolutionstruppen beendete die alte Ordnung. Der Ort wurde von 1798 bis 1814 Teil der Französischen Republik (bis 1804) und anschließend des Französischen Kaiserreichs. Wengerohr wurde dem Kanton Wittlich im Arrondissement Trier des Saardépartements zugeordnet. Nach der Niederlage Napoleons kam das Dorf aufgrund der 1815 auf dem Wiener Kongress getroffenen Vereinbarungen zum Königreich Preußen und gehörte nun zur Bürgermeisterei Wittlich im Kreis Wittlich des Regierungsbezirks Trier, der 1822 Teil der neu gebildeten preußischen Rheinprovinz wurde.
Als Folge des Ersten Weltkriegs war die gesamte Region dem französischen Abschnitt der Alliierten Rheinlandbesetzung zugeordnet. Nach dem Zweiten Weltkrieg wurde Wengerohr innerhalb der französischen Besatzungszone Teil des damals neu gebildeten Landes Rheinland-Pfalz.
Im Rahmen der Mitte der 1960er Jahre begonnenen rheinland-pfälzischen Gebiets- und Verwaltungsreform wurde bis dahin eigenständige Gemeinde Wengerohr am 7. Juni 1969 zusammen mit den Gemeinden Bombogen, Dorf, Lüxem und Neuerburg in die Kreisstadt Wittlich eingemeindet. Die Ortslage Belingen kam zu Wengerohr.

## Politik

### Ortsbezirk
Wengerohr ist gemäß Hauptsatzung einer von fünf Ortsbezirken der Stadt Wittlich. Die Interessen des Ortsbezirks werden durch einen Ortsbeirat und einen Ortsvorsteher vertreten.

### Ortsbeirat
Der Ortsbeirat von Wengerohr besteht aus sieben Mitgliedern, die bei der Kommunalwahl am 9. Juni 2024 in einer personalisierten Verhältniswahl gewählt wurden, und dem ehrenamtlichen Ortsvorsteher als Vorsitzendem.
Die Sitzverteilung im Ortsbeirat:
| Wahl | SPD | CDU | Grüne | FDP | FWG (*) | Gesamt  |
| ---- | --- | --- | ----- | --- | ------- | ------- |
| 2024 | 2   | 2   | 1     | –   | 2       | 7 Sitze |
| 2019 | 2   | 2   | 2     | –   | 1       | 7 Sitze |
| 2014 | 2   | 2   | 1     | 1   | 1       | 7 Sitze |
| 2009 | 1   | 3   | 1     | 1   | 1       | 7 Sitze |

### Ortsvorsteher
Matthias Linden wurde am 17. Dezember 2020 Ortsvorsteher von Wengerohr. Bei der Direktwahl am 29. November 2020 war er mit einem Stimmenanteil von 54 % gewählt worden. Diese Wahl war notwendig geworden, weil Lindens Vorgänger Jochen Platz am 30. August 2020 verstorben war. Bei der regulären Direktwahl am 9. Juni 2024 wurde Matthias Linden als einziger Bewerber mit 85,26 % für weitere fünf Jahre in seinem Amt bestätigt.
Frühere Ortsvorsteher von Wengerohr:
- 2014–2020 Joachim Platz (parteilos)
- 2004–2014 Theodor Brock (CDU)
- 1999–2004 Josef Baller
- 1984–1999 Franz Eck
- 1969–1984 Josef Monzel

## Wirtschaft

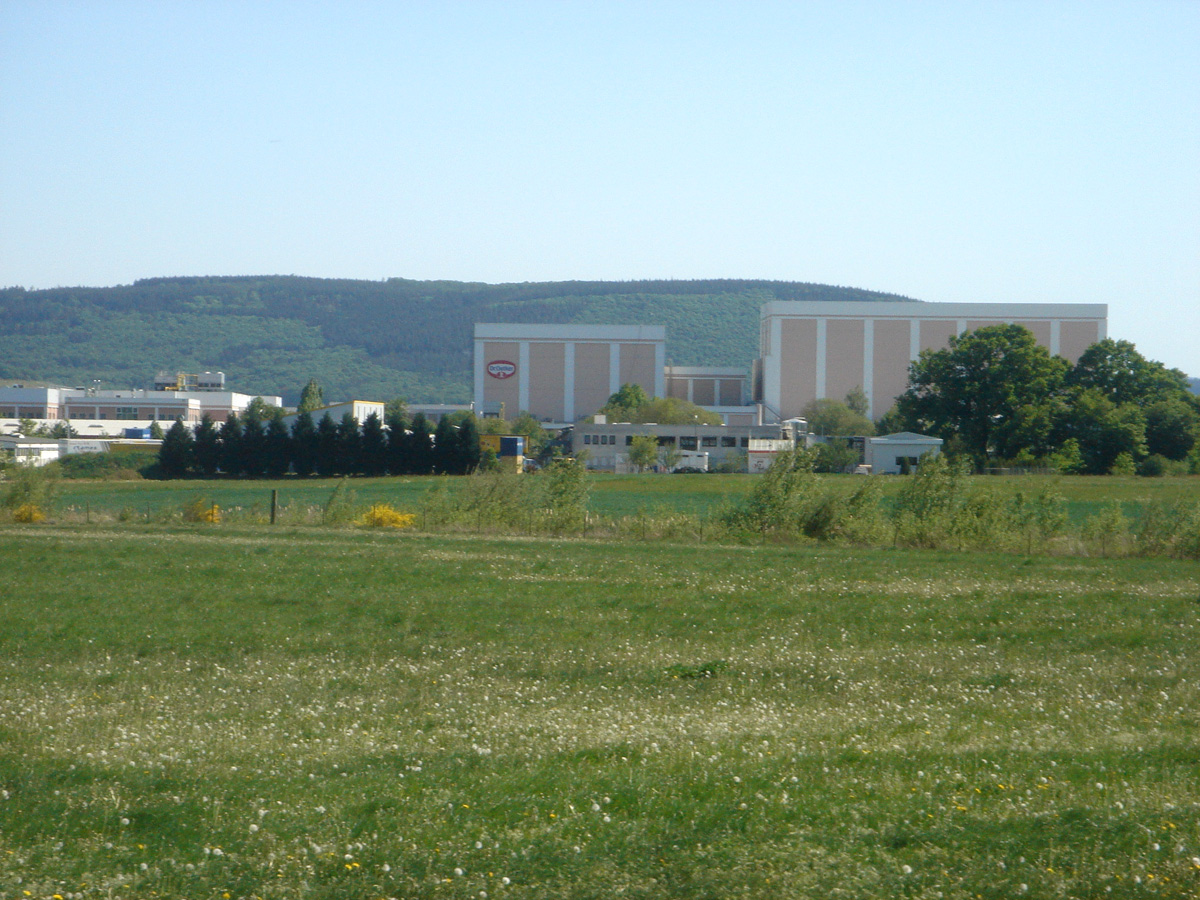
Werk der Dr. August Oetker Nahrungsmittel KG

Der größte Arbeitgeber ist die Dr. August Oetker Nahrungsmittel KG. Das Unternehmen betreibt in Wengerohr eines seiner größten Werke für die Tiefkühlproduktion und stellt dort insbesondere Pizza her. In der Dr. Oetker-Straße sind weitere Firmen angesiedelt, z. B. Follmann Baustoffe, John Deere oder die Kraftfahrzeug-Überwachungsorganisation KÜS.

## Verkehr

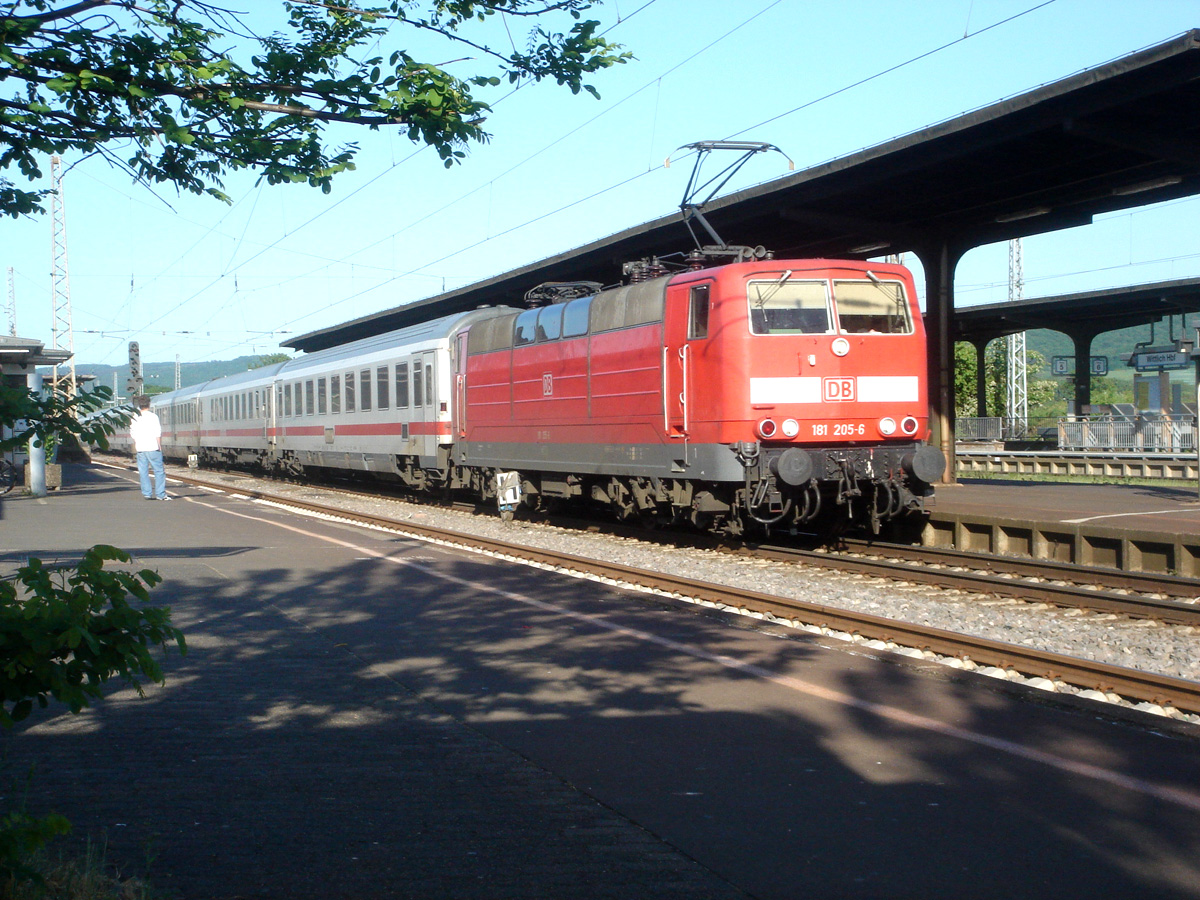
DB-InterCity in Wittlich Hbf

In Wengerohr liegt der Bahnhof „Wittlich Hauptbahnhof“ an der Moselstrecke Trier–Koblenz. Durch den Ort verläuft die Bundesstraße 50. Seit Ende 2015 gibt es auch eine Autobahnauffahrt.